# Elexalde (ort i Spanien)
Elexalde (baskiska: Gorliz, Elexalde Gorliz) är en ort i Spanien.   Den ligger i provinsen Bizkaia och regionen Baskien, i den norra delen av landet, 300 km norr om huvudstaden Madrid. Elexalde ligger 40 meter över havet och antalet invånare är 4 848.
Terrängen runt Elexalde är kuperad åt nordost, men åt sydväst är den platt. Havet är nära Elexalde åt nordväst. Runt Elexalde är det ganska tätbefolkat, med 248 invånare per kvadratkilometer. Närmaste större samhälle är Bilbao, 16,9 km söder om Elexalde. Omgivningarna runt Elexalde är en mosaik av jordbruksmark och naturlig växtlighet.